# لازلو ناجي (كرة يد)
لازلو ناجي (بالمجرية: Nagy László) مواليد 3 مارس 1981 في سيكشفهيرفار، المجر، هو لاعب كرة يد مجري يلعب كظهير أيمن. يلعب حاليا مع نادي فيسبرم لكرة اليد ويحمل الرقم 19. مثل منتخب المجر لكرة اليد. شارك في دورة الألعاب الأولمبية الصيفية سنة 2004.

## سجل المنافسة
شارك في البطولات التالية:
- بطولة العالم لكرة اليد للرجال 1999
- بطولة العالم لكرة اليد للرجال 2003
- بطولة العالم لكرة اليد للرجال 2007
- بطولة العالم لكرة اليد للرجال 2009
- بطولة العالم لكرة اليد للرجال 2013
- بطولة أوروبا لكرة اليد للرجال 2004
- بطولة أوروبا لكرة اليد للرجال 2006
- بطولة أوروبا لكرة اليد للرجال 2008
- بطولة أوروبا لكرة اليد للرجال 2016
- الألعاب الأولمبية الصيفية 2004
- الألعاب الأولمبية الصيفية 2012

## الإنجازات
- الدوري المجري لكرة اليد:
  - الفوز: 2013، 2014، 2015، 2016
    - الثالث: 1998، 1999، 2000
- دوري الجنوب الشرقي لكرة اليد:
  - الفوز: 2015، 2016
- الدوري الإسباني لكرة اليد:
  - الفوز: 2003، 2006، 2011، 2012
  - الثاني: 2001، 2002، 2004، 2008، 2009، 2010
- كأس ملك إسبانيا لكرة اليد:
  - الفوز: 2004، 2007، 2009، 2010
  - الثاني: 2002، 2003، 2005، 2008، 2011
- كأس إسبانيا لكرة اليد:
  - الفوز: 2001، 2002، 2010، 2012
  - الثاني: 2003، 2004، 2009، 2011
- كأس السوبر الإسبانية لكرة اليد:
  - الفوز: 2003، 2006، 2008، 2009
  - الثاني: 2004، 2009، 2010، 2011
- دوري أبطال أوروبا لكرة اليد:
  - الفوز: 2005، 2011
  - النهائي: 2001، 2010، 2015، 2016
  - نصف النهائي: 2008، 2014
- كأس أوروبا لكرة اليد:
  - الفوز: 2003
  - النهائي: 2002

## روابط خارجية
- لازلو ناجي على موقع الاتحاد الأوروبي لكرة اليد (الإنجليزية)
- لازلو ناجي على موقع أوليمبيديا (الإنجليزية)
- لازلو ناجي على موقع اللجنة الأولمبية المجرية (الهنغارية)